# Nocardia asteroides
Espèce
Nocardia asteroides est une espèce de bactérie de la famille des Nocardiaceae et responsable de nocardioses chez l'homme et l'animal.

## Historique
Espèce type du genre Nocardia, Nocardia asteroides a été décrite pour la première fois par H. Eppinger comme responsable du premier cas de nocardiose chez un patient mort de cette maladie en 1890. La maladie était caractérisée par une pseudotuberculose pleuropulmonaire accompagnée d'abcès cérébraux.

## Description
Ce sont des bactéries gram positives et aérobies.

## Taxonomie
Le nom correct complet (avec auteur) de ce taxon est Nocardia asteroides (Eppinger 1891) Blanchard 1896.
Nocardia asteroides a pour synonyme :
- Cladothrix asteroides Eppinger 1891

### Étymologie
L'étymologie du nom de cette espèce est la suivante: N.L. adj. asteroides, ressemblant à des étoiles; du Gr. masc./fem. adj. asteroeidês.